# Aeroporto di Kerry
L'Aeroporto di Kerry (in inglese: Kerry Airport, in Irlanda: Aerphort Chiarraí) (ICAO : EIKY - IATA : KIR) si trova nella contea di Kerry, a 15 minuti da Killarney e a 20 da Tralee. In auto, è distante un'ora dalle città di Cork e Limerick. Oggi operano due compagnie aeree, Ryanair e Aer Arann.